# Кириченко Олексій Іларіонович
Кириче́нко Олексі́й Іларіо́нович (рос. Алексе́й Илларио́нович Кириче́нко, 25 лютого 1908, Чорнобаївка (хутор Чорнобаєв), Херсонська губернія, Російська імперія, тепер Білозерський район, Херсонська область, Україна — 29 грудня 1975, Москва, СРСР) — український радянський партійний та державний діяч. Депутат Верховної Ради УРСР 2—4-го скликань. Член ЦК КПУ в 1949—1960 р. Член Організаційного Бюро ЦК КП(б)У у грудні 1949—вересні 1952 р. Член Політбюро-Президії ЦК КПУ у грудні 1949—грудні 1957 р. Член ЦК КПРС в 1952—1961 р. Кандидат в члени Президії ЦК КПРС у червні 1953—липні 1955 р. Член Президії ЦК КПРС у липні 1955—травні 1960 р. Депутат Верховної Ради СРСР 2—5-го скликань.

## Життєпис

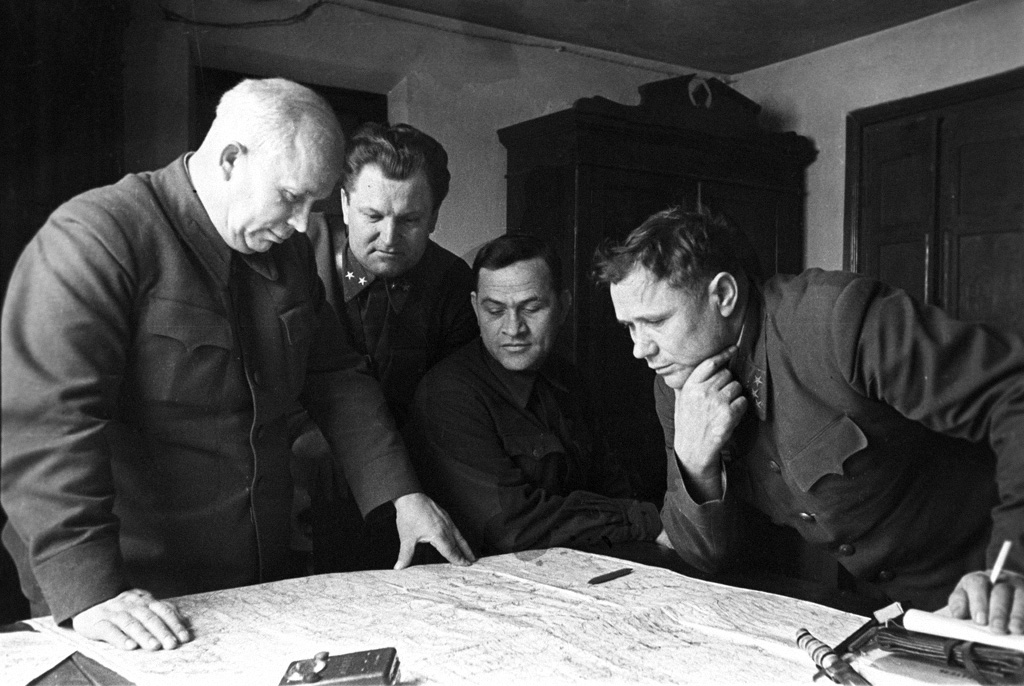
Захисники Сталінграду

Народився 25 лютого 1908 в селі Чорнобаївка Білозерського району Херсонської області. Українець.
Батько — інвалід Першої світової війни — помер у 1915 році від ран і Олексій залишився старшим із 6 дітей у родині. У 1919 році закінчив чотири класи початкової школи й був змушений наймитувати, працювати пастухом. Згодом став робітником на залізничній станції Херсон. Член ЛКСМУ з 1925 року.
У 1927 вступив до Херсонської школи автотракторних механіків, по успішному закінченні якої працював механіком у Херсонській «Кредитспілці».
У 1928 році призначений старшим механіком новоствореного Кустанайського зернорадгоспу (Казахська РСР), а за рік перевівся на таку саму посаду до зернорадгоспу «Червоний Перекоп» Каховського району на Херсонщині. Член ВКП(б) з 1930 року.
У 1931—1936 роках навчався заочно в Азово-Чорноморському інституті інженерів-механіків соціалістичного землеробства, отримав диплом 1-го ступеня інженера-механіка. Після закінчення інституту працював викладачем автосправи та завідувачем навчальної частини Охтирського технікуму механізації сільського господарства (Сумська область).
З березня 1938 року працював в апараті ЦК КП(б)У: інструктор відділу науки, відповідальний організатор відділу керівних партійних органів ЦК КП(б)У. З липня по грудень 1939 року — завідувач сектору кадрів судових і прокурорських органів відділу кадрів ЦК КП(б)У. З грудня 1939 по 1941 рік — завідувач транспортного відділу ЦК КП(б)У.
7 травня 1941 — 21 січня 1944 року — секретар ЦК КП(б)У з промисловості.
У роки німецько-радянської війни 1941—1945 — член Військової Ради Південно-Західного, Сталінградського, Донського, Південно-Східного, Південного та 4-го Українського фронтів, генерал-майор інтендантської служби.
21 січня 1944 — липень 1945 року — секретар ЦК КП(б)У по кадрах. Одночасно з березня по липень 1945 року — начальник Управління кадрів ЦК КП(б)У.
23 липня 1945 — 9 січня 1950 року — 1-й секретар Одеського обласного і міського комітетів КП(б)У.
16 грудня 1949 — 4 червня 1953 року — 2-й секретар ЦК КП(б)У.
4 червня 1953 — 26 грудня 1957 року — 1-й секретар ЦК КПУ. Під час перебування на посту керівника республіканської Комуністичної партії значно зріс відсоток українців серед членів КПУ (бл. 60 % загального складу), розпочався короткий період політичної «відлиги», використаний для висунення національно-культурних домагань (ставилося питання про чистоту української мови, створення умов для розвитку національної науки, реабілітацію репресованих українських діячів культури та їхньої творчості, скасування цензури тощо).
17 грудня 1957 — 4 травня 1960 року — секретар ЦК КПРС. На цій посаді він курував КДБ, був замовником вбивства Степана Бандери.
12 січня — 15 червня 1960 року — 1-й секретар Ростовського обласного комітету КПРС.
У червні 1960 — 1962 року — на господарській роботі: директор дизельного заводу, директор Пензенського науково-дослідного інституту приладобудування.
З 1962 року — на пенсії.
Помер 29 грудня 1975. Похований у Москві.

## Сім'я
- дружина — Кириченко Євдокія Мойсеївна (1906—1984)
- син — Кириченко Юрій Олексійович (1936—2017), дипломат
- невістка — Гречко Тетяна Андріївна (1927—2002), донька маршала Андрія Гречка

## Звання
- бригадний комісар
- генерал-майор інтендантської служби (20.12.1942)

## Нагороди
- чотири ордени Леніна (1.04.1943, 23.01.1948, 26.04.1957, 24.02.1958)
- два ордени Червоного Прапора (17.09.1943)
- орден Кутузова ІІ ст. (19.03.1944)
- медаль «За оборону Сталінграда»
- медаль «Партизанові Вітчизняної війни» 1-го ст.
- медаль «За перемогу над Німеччиною у Великій Вітчизняній війні 1941—1945 рр.»
- медалі